# Hohe Straße 19 (Quedlinburg)

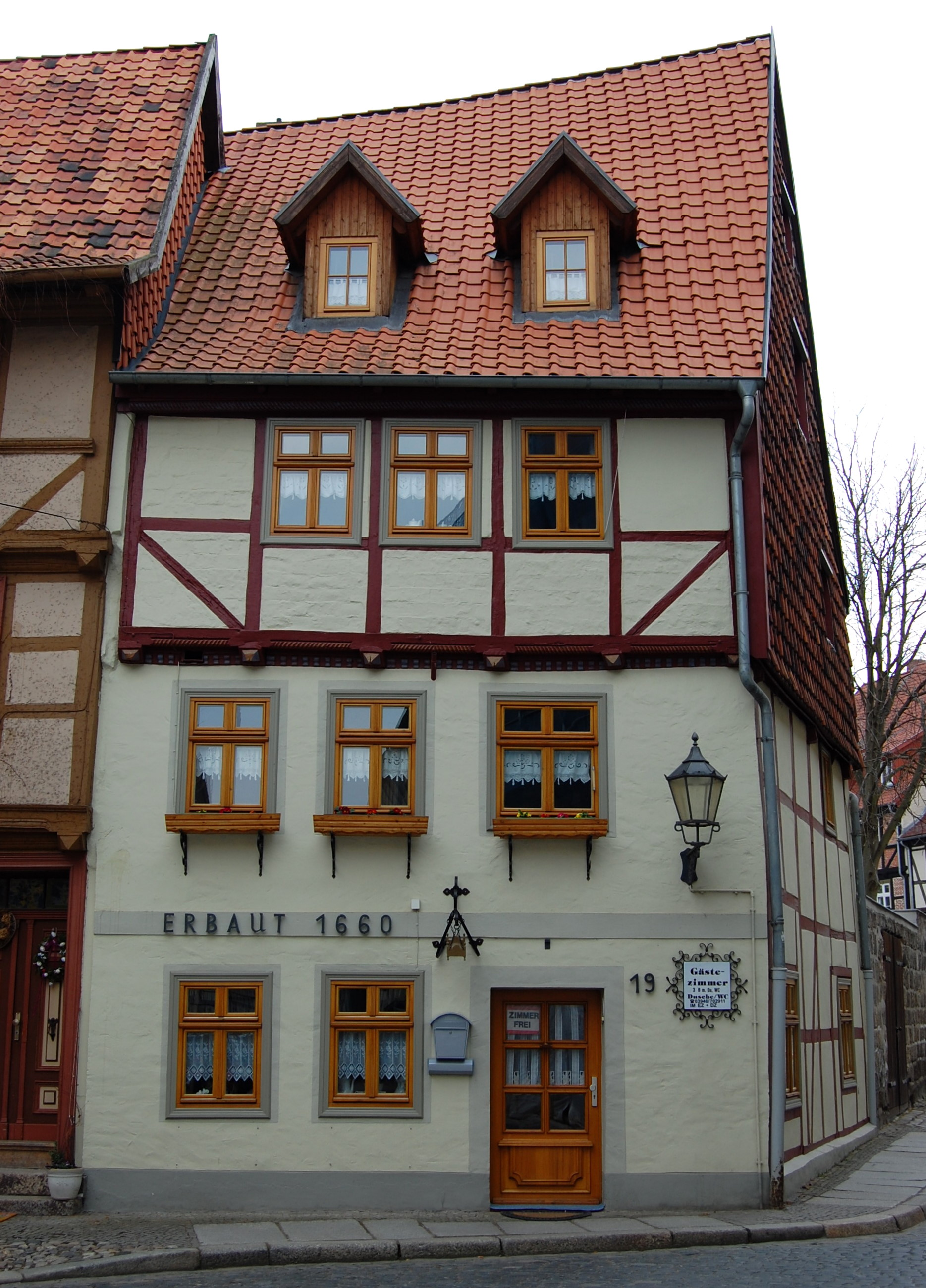
Haus Hohe Straße 19

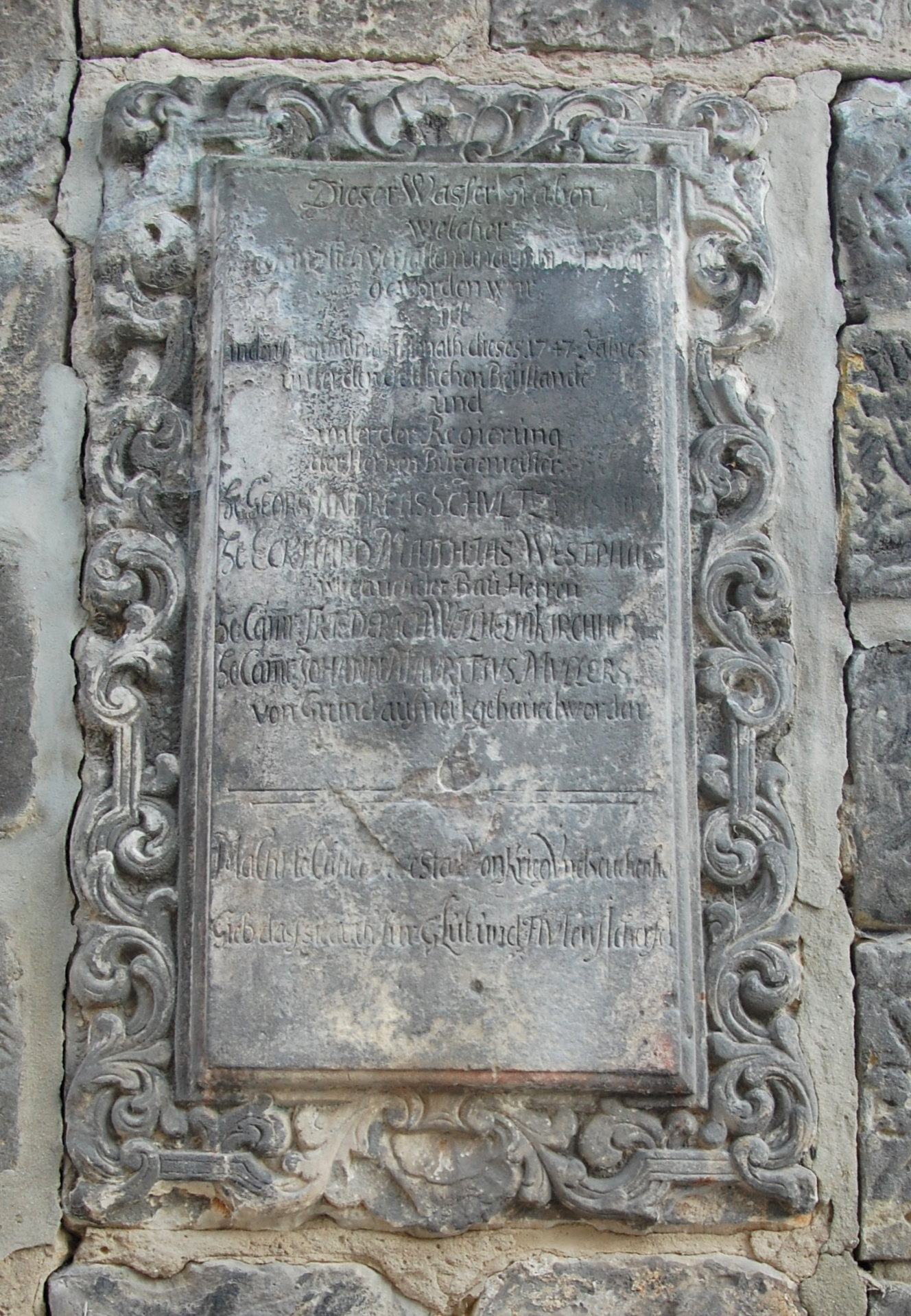
Inschriftentafel

Das Haus Hohe Straße 19 ist ein denkmalgeschütztes Gebäude in der Stadt Quedlinburg in Sachsen-Anhalt.

## Lage
Es befindet sich im Stadtgebiet westlich des Quedlinburger Marktplatzes und gehört zum UNESCO-Weltkulturerbe. Unmittelbar östlich grenzt das gleichfalls denkmalgeschützte Haus Hohe Straße 18 an.

## Architektur und Geschichte
Das Fachwerkhaus verfügt über drei Geschosse und entstand im Jahr 1660. Architektonisch ist das Gebäude von besonderem Interesse, da es in der Zeit des Übergangs von der Renaissance zum Barock entstand und das Fachwerk Elemente beider Stile aufweist. Typische Elemente der Renaissance sind Taustab und Konsolfries. Schon vom barocken Einfluss zeugt der Einsatz von Pyramidenbalkenköpfen. Es ist im Quedlinburger Denkmalverzeichnis als Wohnhaus eingetragen.
Bemerkenswert ist die Einfriedung des Grundstücks, die aus einem Rest der Stadtmauer besteht und eine barocke Inschriftentafel aus dem Jahr 1747 aufweist.